# Виртемберг
Виртемберг се односи на територију и бившу државу у Швабији, регији у југозападној Немачкој.
Главни град је Штутгарт. У прошлости се седиште владе налазило у Лудвигсбургу и Бад Ураху. Име династије и државе потиче од истоименог брда близу Штутгарта, и вероватно је келтског порекла.
Племићка кућа Виртемберг се први пут помиње у другој половини 11. века. У прошлости је Виртемберг било војводство (1495–1803), а после краљевство (1806–1918). Са крајем Виртембершке монархије, Виртемберг је био слободна народна држава Вајмарске републике (1918–1945). 
Од 1952. је у саставу немачке савезне државе Баден-Виртемберг.